# Theo Wambeke
Theodorus Marcellus Gullielmus „Theo“ Wambeke (* 28. November 1903 in Gent; † 7. Mai 1984 ebenda) war ein belgischer Ruderer.

## Biografie
Theo Wambeke gewann mit dem belgischen Achter die Bronzemedaille bei den Europameisterschaften in Luzern. Ein Jahr später holte er bei den Europameisterschaften in Como mit Alphonse De Wette und den beiden Brüdern Maurice und Robert Swartelé ebenfalls Bronze im Vierer mit Steuermann.
Bei den Olympischen Sommerspielen 1928 in Amsterdam startete Wambeke mit Maurice Delplanck, Alphonse De Wette, Charles Van Son und Jean Bauwens in der Vierer mit Steuermann-Regatta. Die Crew schied im Viertelfinale aus.